# 白頭鵯

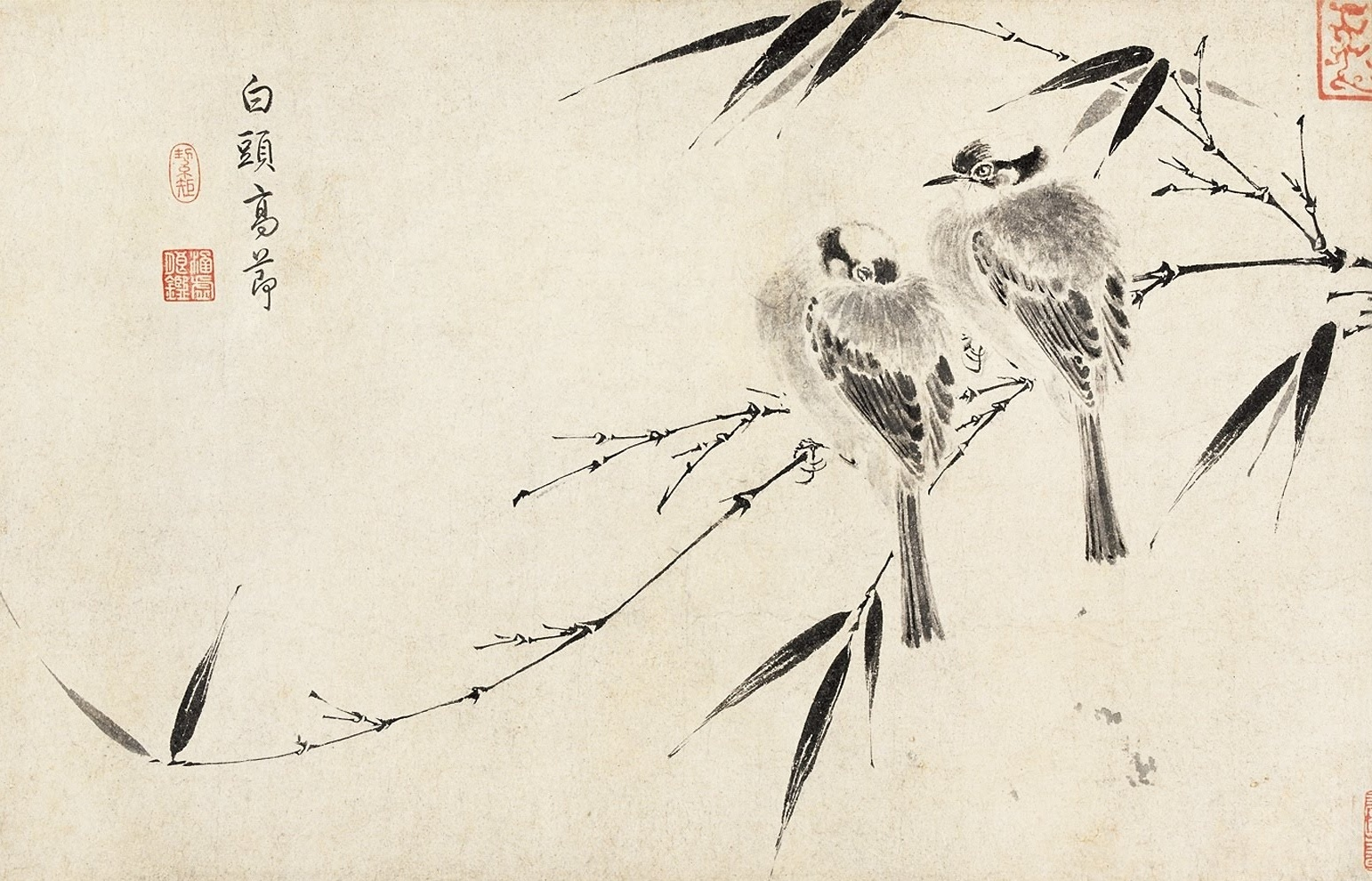
趙佶（宋徽宗）《写生珍禽图》卷描绘的白头鹎

白頭翁，又名白頭鵯、白頭鵠仔，是鵯屬小型鳴禽，冬季北方鸟南迁為候鸟，台灣亞種于台湾为留鳥，平均壽命約10到15年。白頭翁常見於東亞，臺灣西半部與東北部低海拔地區，中國大陸則是在長江南部的大多地區，以及香港、琉球群島（八重山群島、沖繩等），性格活潑，不甚畏人。吃昆蟲，種子和水果，屬雜食性，雄鳥胸部灰色較深，雌鳥淺淡，雄鳥枕部（後頭部）白色極為清晰醒目。
其种加词“sinensis”之拉丁語意为“來自中國”。

## 分類
白頭鵯於1789年由德國博物學家約翰·弗里德里希·格梅林在他修訂並擴展的卡爾·林奈的《自然系統》自然系統中正式描述。他將其歸類於鶲科的鶲屬（Muscicapa），並創造了二名法Muscicapa sinensis。 種小名為現代拉丁語的「中國」。 格梅林的描述基於法國博物學家皮埃爾·索內拉特於1782年描述的「中國綠色食蟲鳥」。模式產地被限制為廣州。 現在，白頭鵯是32種被歸入鵯屬（Pycnonotus）（該屬於1836年由德國動物學家弗里德里希·博伊厄創立）的物種之一。
目前確認四個亞種：
- 白頭鵯指名亚种 P. s. sinensis (Gmelin, JF, 1789) – 分佈於中國中部和東部。包括四川、雲南、貴州、安徽、江蘇、浙江、陝西、河南、山東、江西、廣東、湖北、湖南、福建、廣西與海南。[8]
- 白頭鵯海南（兩廣）亚种 P. s. hainanus (Swinhoe, 1870) – 最初被描述為屬於Ixos的一個獨立物種。分佈於中國東南部和越南北部。在中國包括廣西、廣東與海南。[9]
- 白頭鵯台灣亚种 P. s. formosae Hartert, E, 1910 – 。廣泛分布於台灣各地（不包括太鲁阁峡谷南部和东南沿海），也是台灣特有亞種。[10]
- P. s. orii Kuroda, Nm, 1923 – 分佈於與那國島、沖繩島、西表島和石垣島（琉球群島南部）。

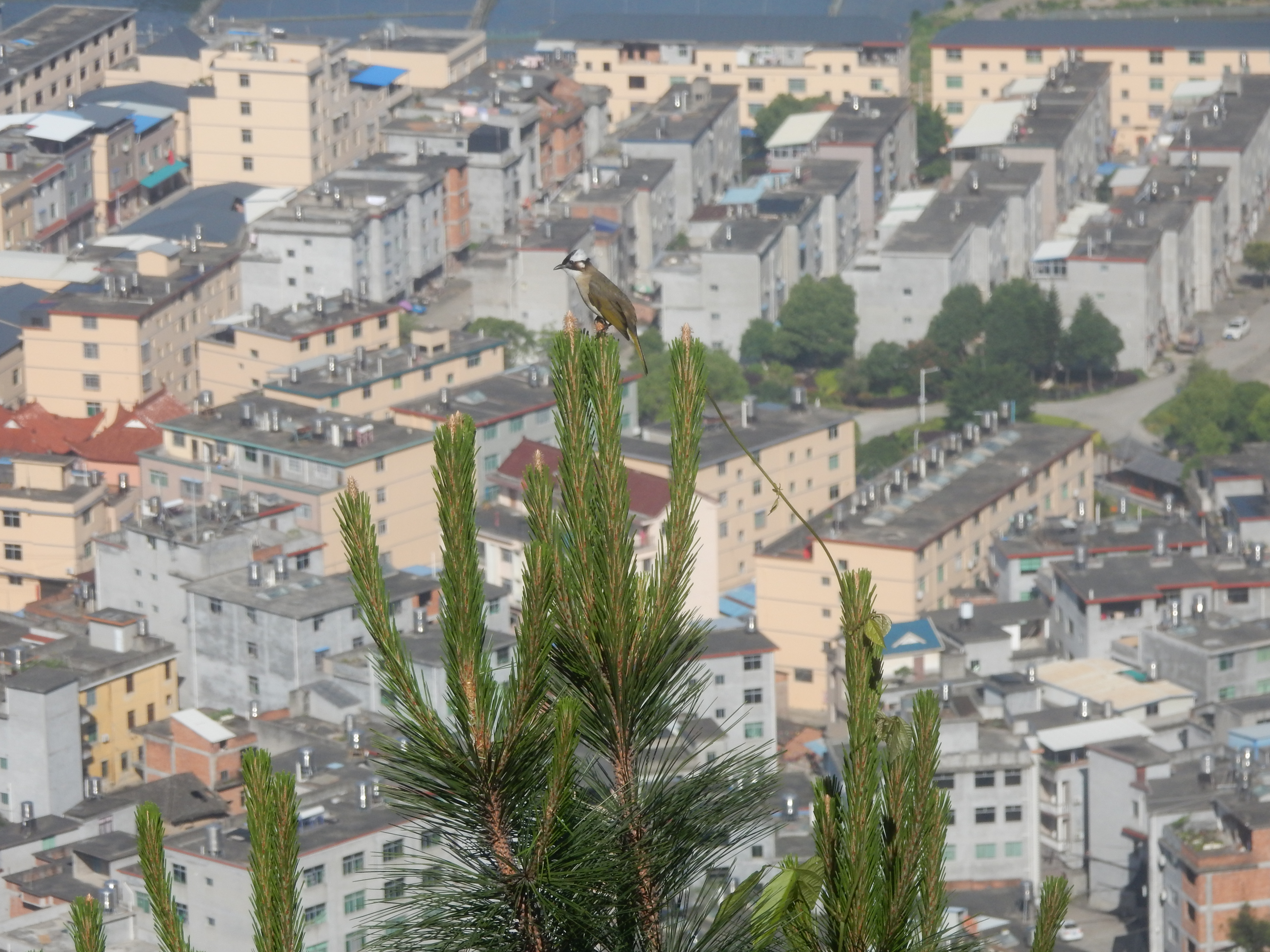
一只白头鹎停留在一棵生长于中国福建省霞浦县古岭下灵山寺的马尾松上，身后是霞浦县城

## 特征
常成群出現在平原區灌木叢、丘陵樹林地帶，以及校園、公園、庭院、行道中的各種高高的電線與樹上。台灣的賞鳥人士常將白頭翁、麻雀、斯氏繡眼合稱為「城市三寶」，在上海白頭翁也與麻雀、中國黑鶇和珠頸斑鳩並列為「四大金剛」，兩者都突顯白頭翁在其分布地區是常見的城市鳥。
白頭翁体长约17到22公分，额至头顶纯黑色而富有光泽，两眼上方至后枕白色，形成一白色枕环。耳羽后部有一白斑，此白环与白斑在黑色的头部均极为醒目，老鸟的枕羽(後頭部)更洁白，所以又叫“白头翁”。背和腰羽大部为灰绿色，翼和尾部稍带黄绿色，颏，喉部白色，胸灰褐色，形成不明显的宽阔胸带，腹部白色或灰白色，杂以黄绿色条纹，上体褐灰或橄榄灰色、具黄绿色羽缘，使上体形成不明显的暗色纵纹。尾和两翅暗褐色具黄绿色羽缘。虹膜褐色，嘴黑色，脚亦为黑色。幼鳥頭灰褐色，背橄欖色，胸部淺灰褐色，腹部及尾下复羽灰白。長居於山區、闊葉林、公園、樹林中，以果树的漿果和種子為主食，並时常飞入果園偷吃果实，還會吃嫩葉嫩芽，尤其是蝴蝶蘭的嫩葉嫩芽，偶尔啄食昆蟲。春末夏初开始营巢繁殖，白頭翁在进入繁殖期後会聚集在樹林上喧叫，常常引起人們的注意。這種群聚的現象，到夏末秋季冬季時就消失了。

## 習性
白頭鵯喜歡将巢筑在相思樹或榕樹上，在都市中常見以枯草或芒草穗築碗形巢於陽台花木、樹叢盆栽之中， 每年春天三月到五月是白頭翁的繁殖期，這段期間，如果見到一隻白頭翁單獨站在突出的枝頭或是樹頂上高聲鳴叫，過不了多久，另一隻白頭翁飛過來，兩隻鳥一唱一和，那多半就是牠們在互唱情歌了。繁殖期每一對白頭翁會建立牠們的領域，其範圍面積小，巢通常築在離地面不高的雜木林或樹叢上，雌、雄鳥共同育雛，通常一季繁殖1到2次，一窩產3到4枚蛋，繁殖季節幾乎全以昆蟲為食。幼鸟需要经过大约十天到两个星期的孵化才能破殼而出，再经过大约十天到两、三个星期的喂食，就可以出巢。

## 與烏頭翁的關係
台灣特有種烏頭翁是一種外型與白頭翁極為相近的鳥類，最主要的差別為烏頭翁頭頂黑色；白頭翁頭頂白色。烏頭翁只分佈在臺東、花蓮和恆春半島。原本此二物種各踞台灣東西，壁壘分明，然而由於交通因素和不當放生，白頭翁逐漸進入了烏頭翁的分布地域，並和其雜交產下具有共同特徵的後代，使烏頭翁生存出現危機。

## 分布

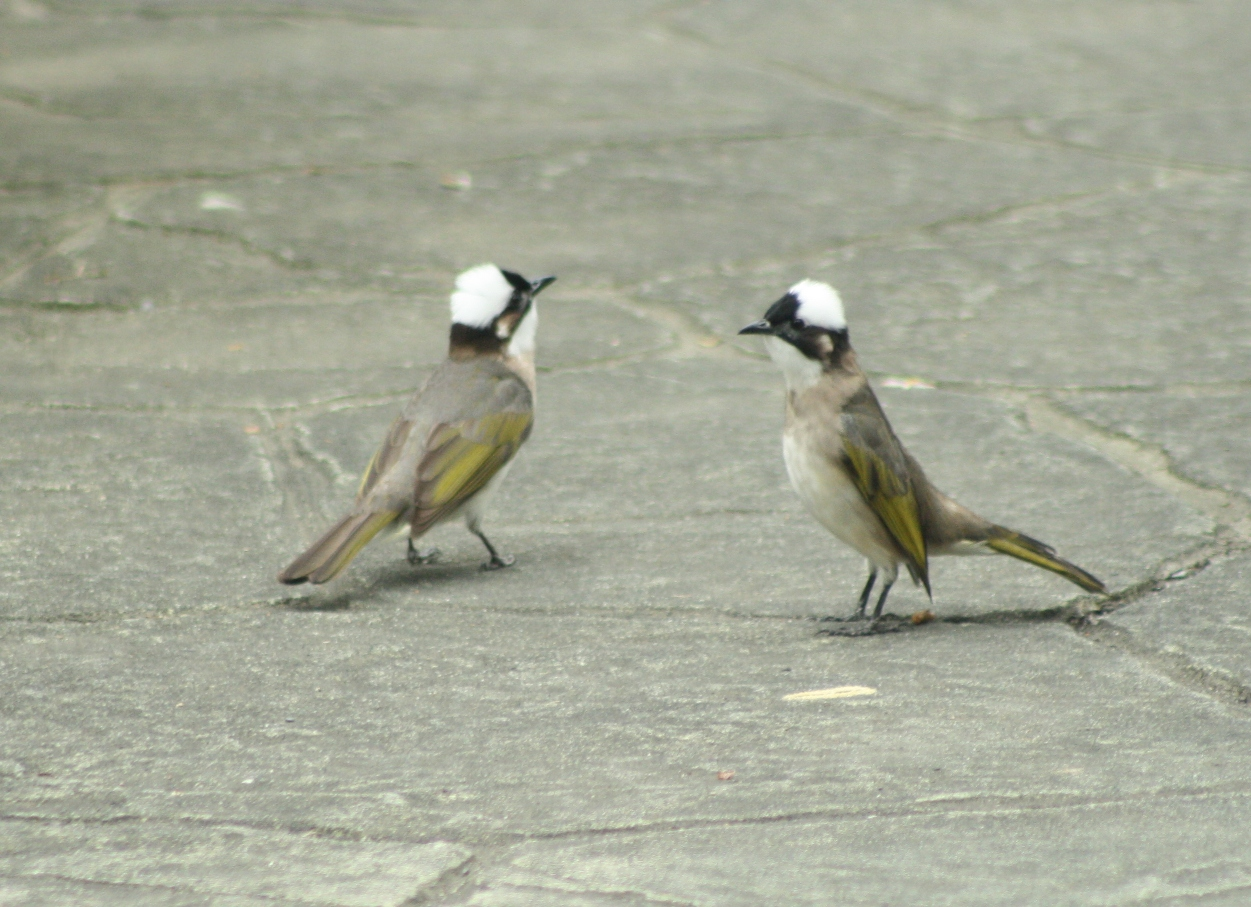
台灣亞種，攝於台北市

白頭鵯主要分布在東亞地區，北至中國大陸沈阳，南至海南岛，香港，台灣，越南北部，和日本琉球群島（八重山群島，沖繩等）。台灣亞種為特有亞種。常见于低海拔地區的树上。

## 圖片

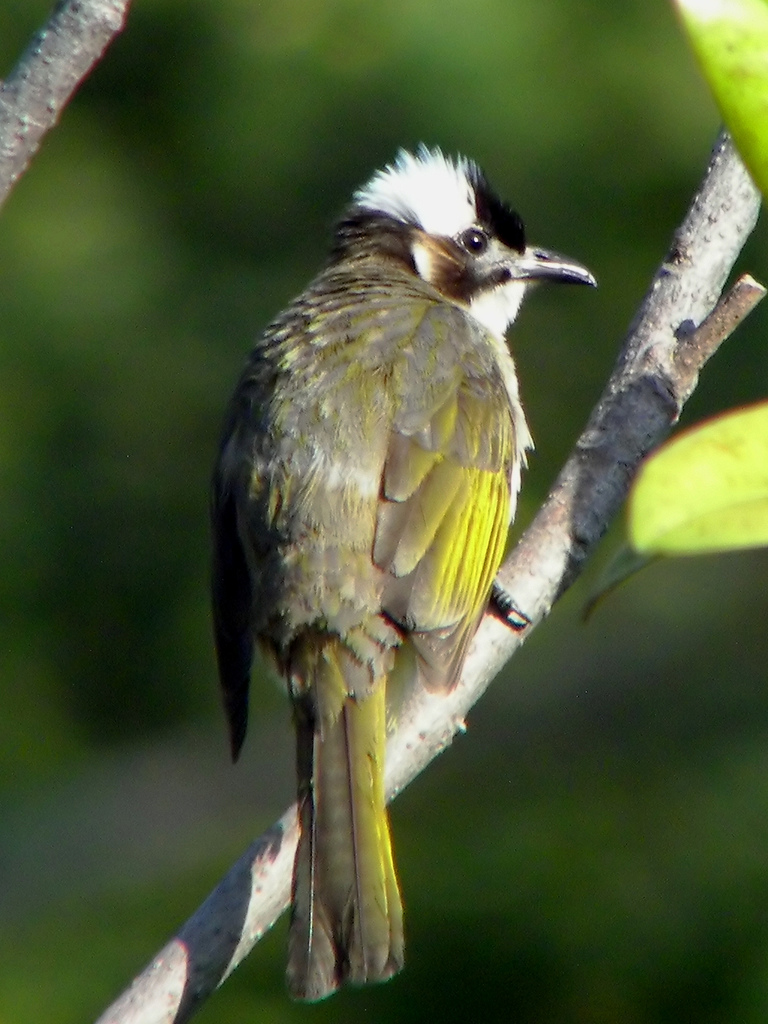
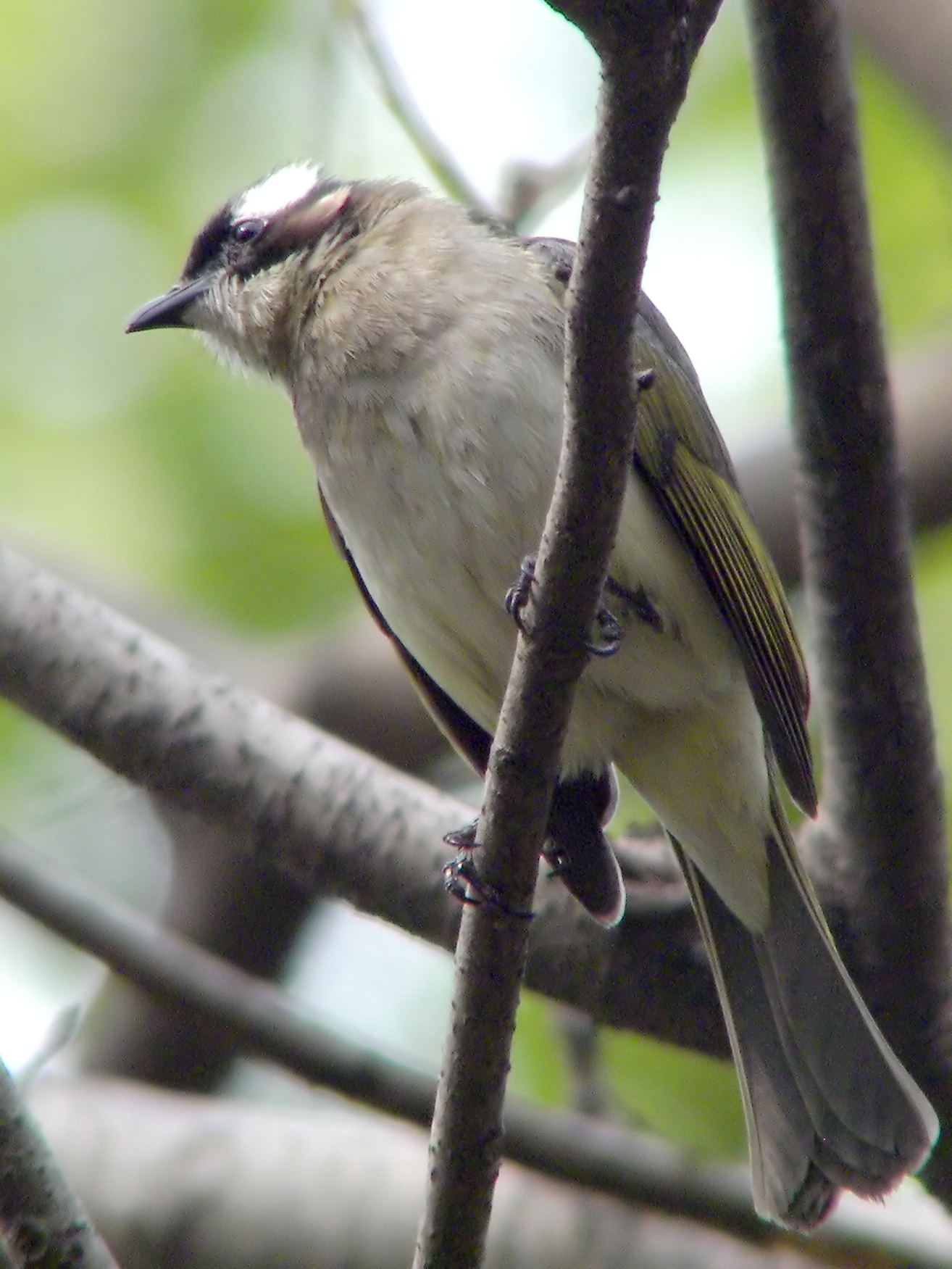
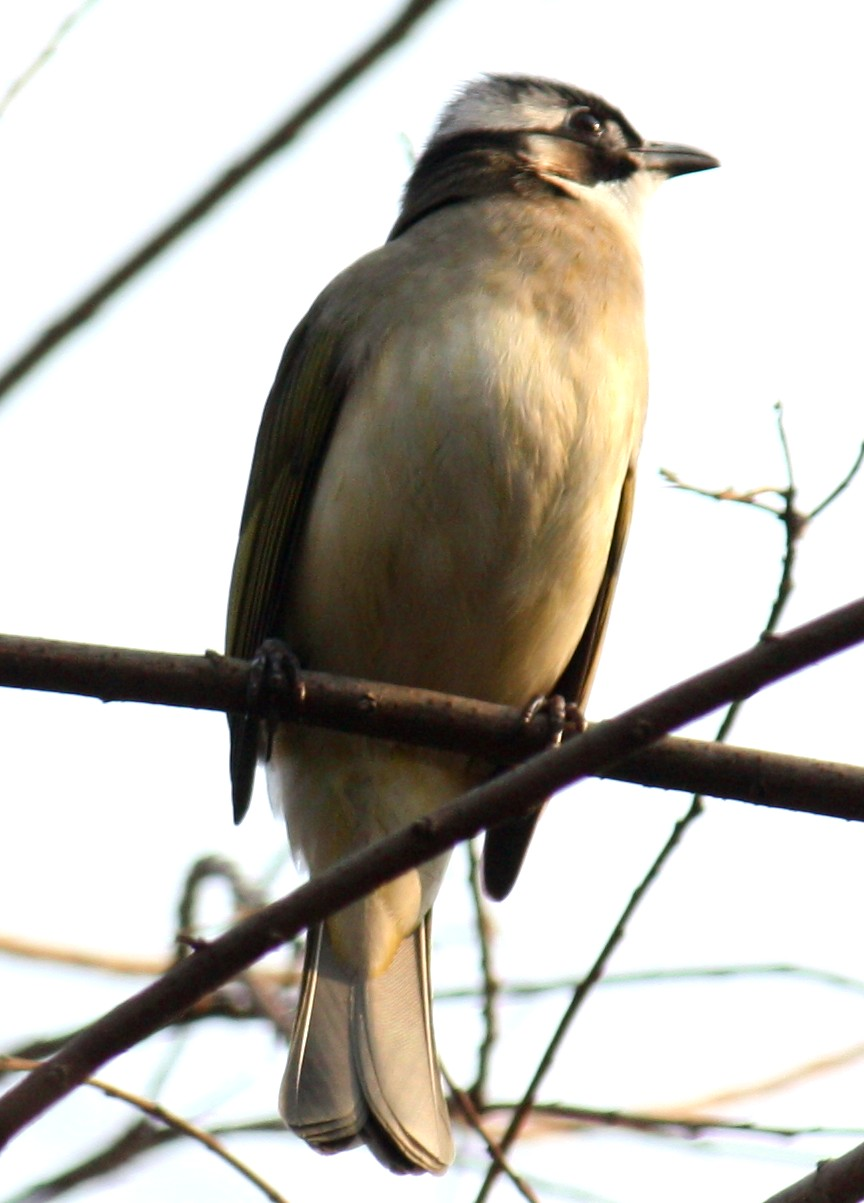
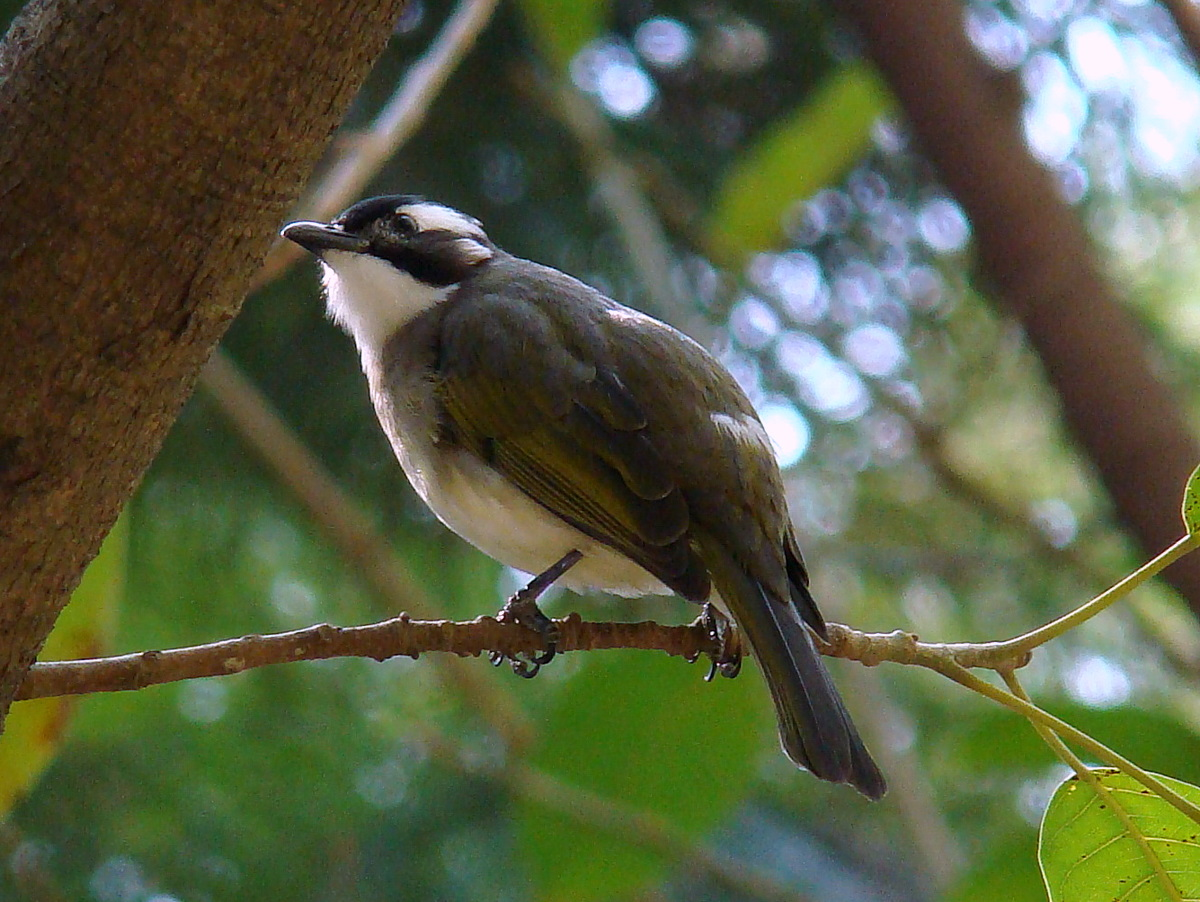
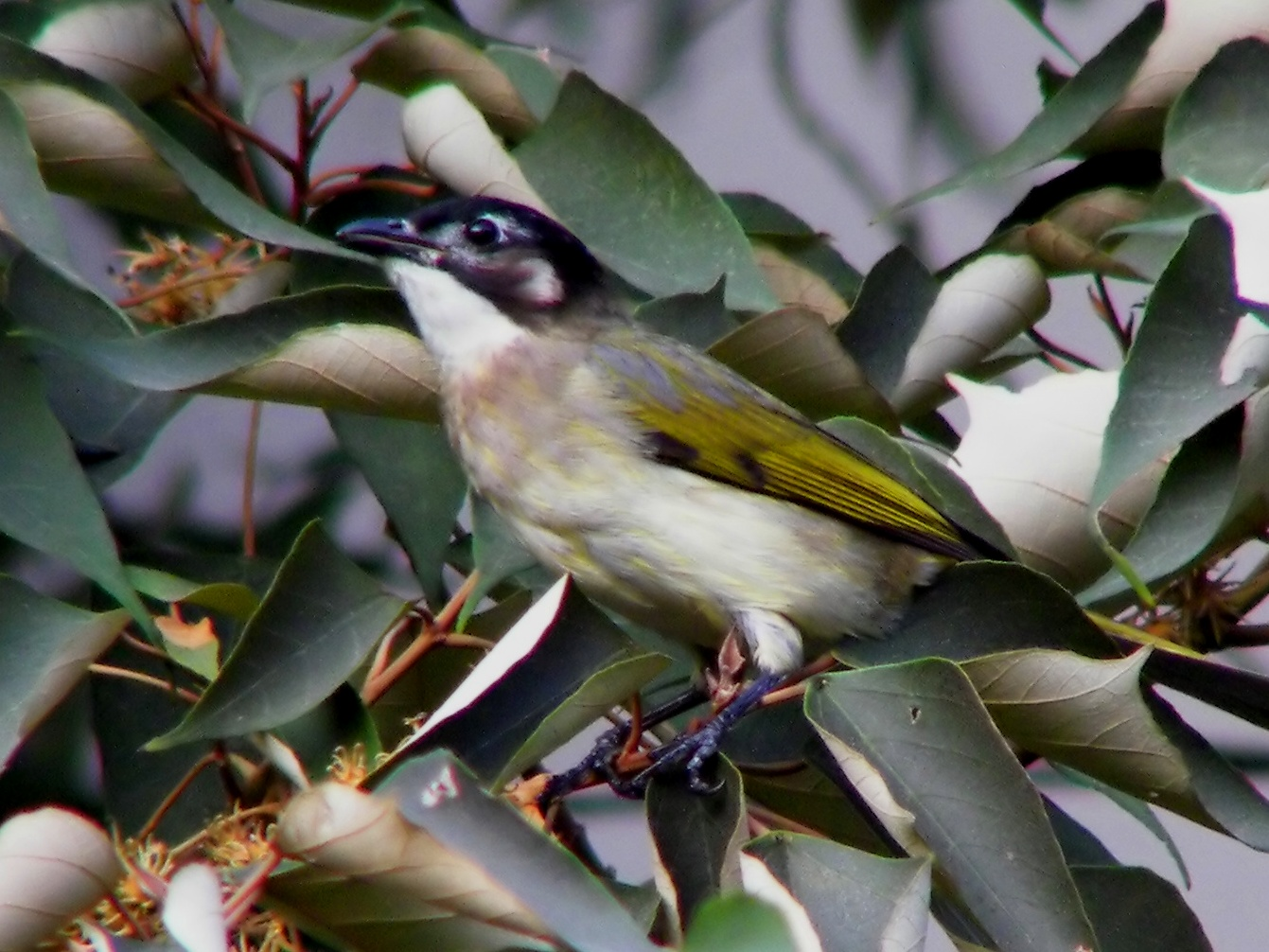
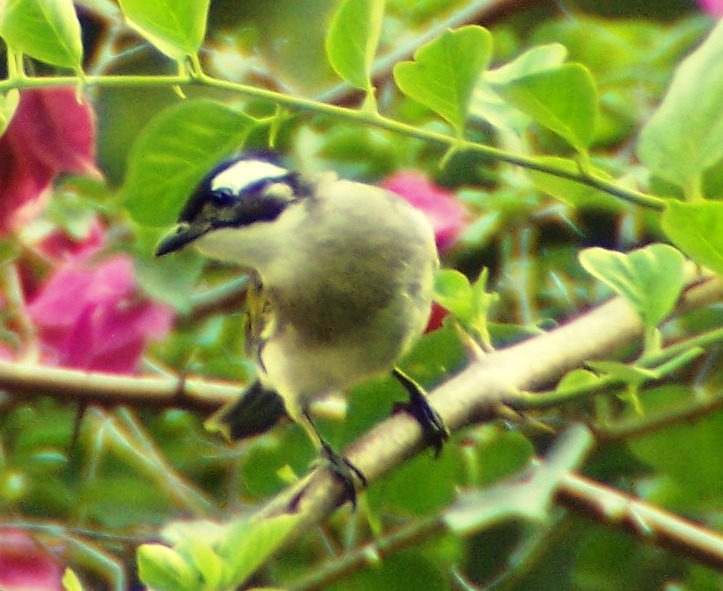
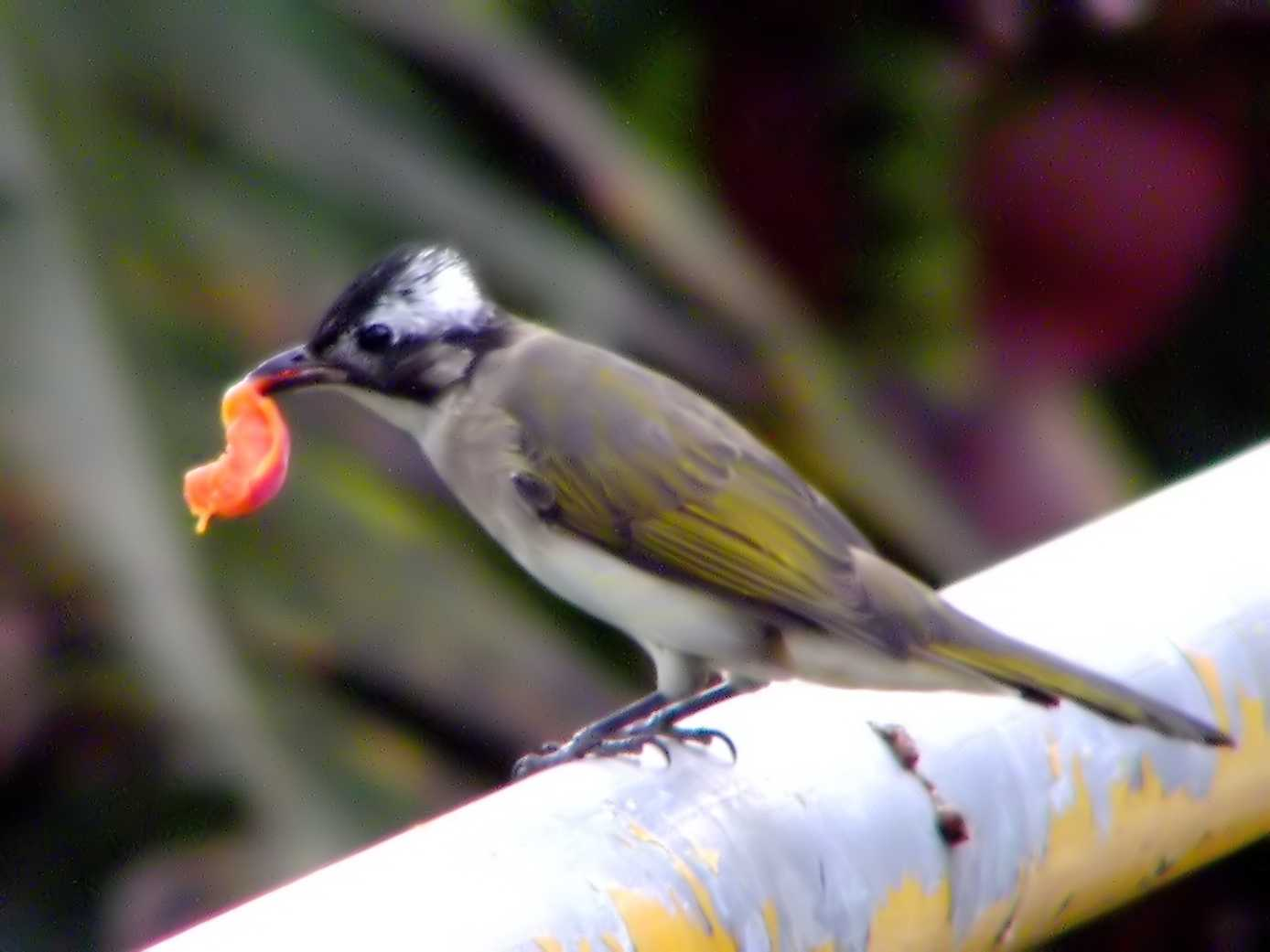
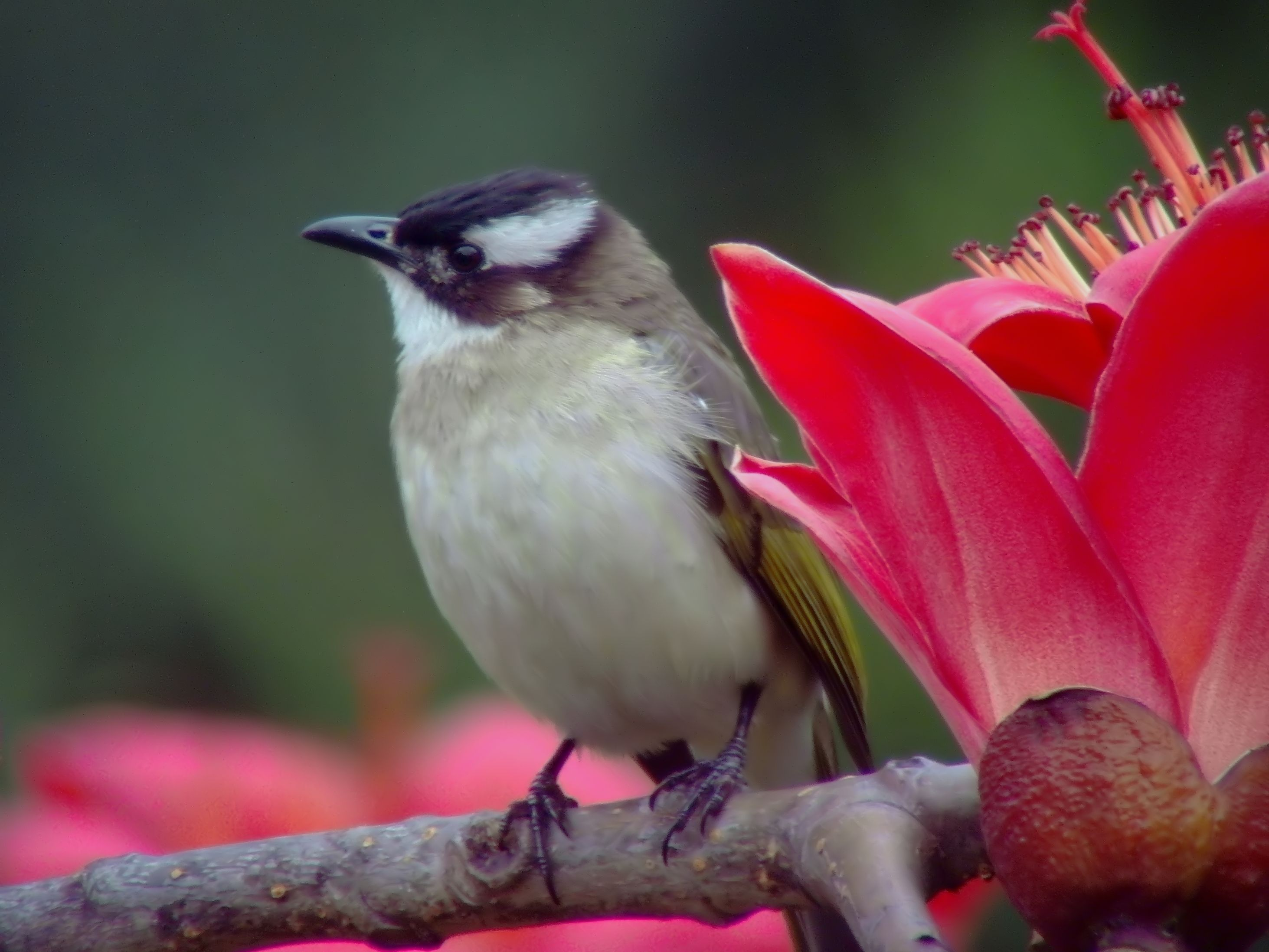
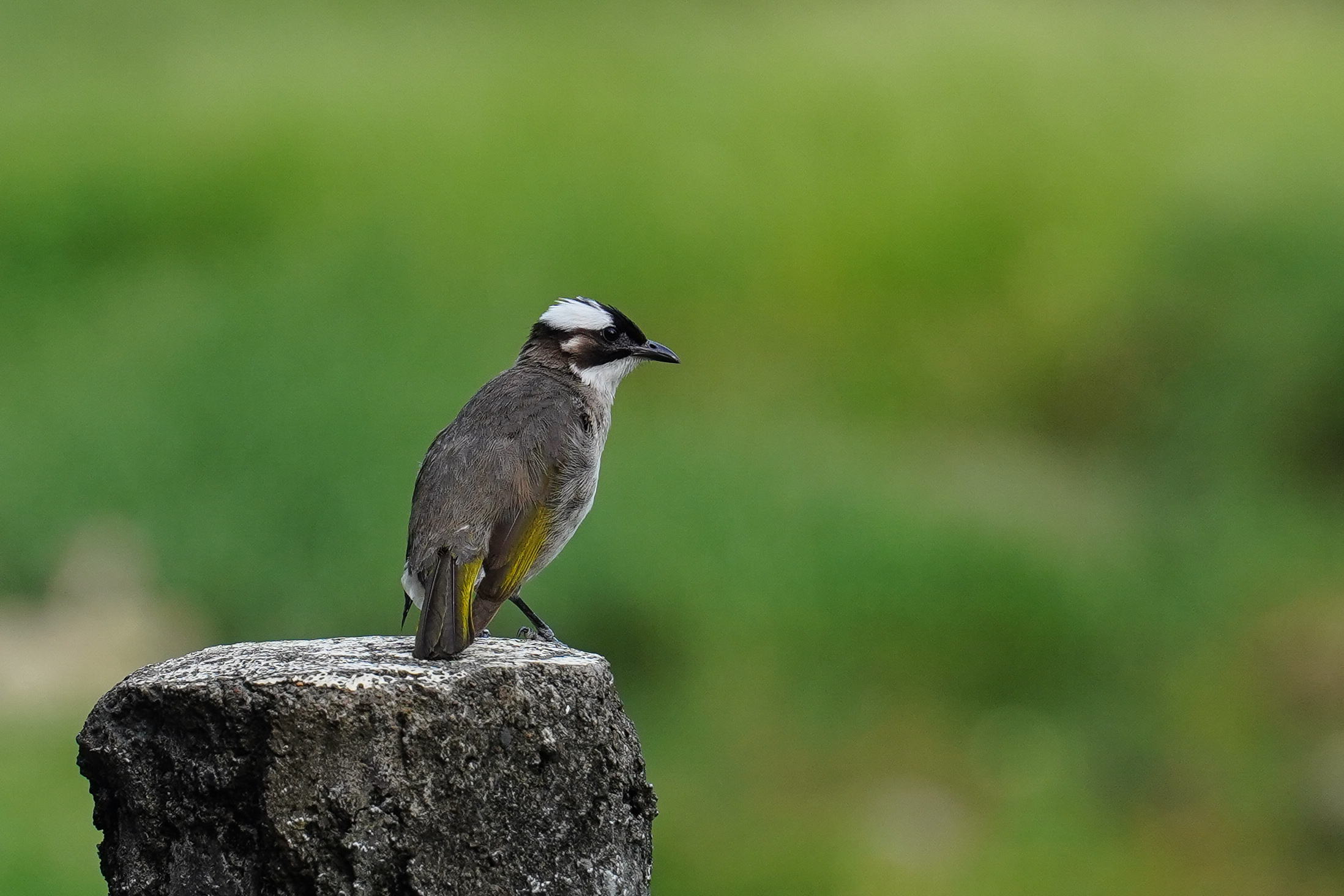

## 外部連結
- . 藥用植物圖像數據庫 (香港浸會大學中醫藥學院).   [November 28, 2011]. （原始内容存档于2021-06-02）.
- . 中藥標本數據庫 (香港浸會大學中醫藥學院).   [November 28, 2011]. （原始内容存档于2019-10-02）.
- Birds of Love River: Chinese Bulbul - Pycnonotus sinensis
- Birds Korea （页面存档备份，存于）